# John Donne
John Donne   (Londres, 24 de gener de 1572 ↔ 19 de juny de 1572 - Londres, 31 de març de 1631) (AFI ['dʌn]) fou un poeta metafísic anglès i clergue de l'Església d'Anglaterra.
El seu pensament més famós probablement és aquell que comença amb "No man is an island..." ("Ningú no és una illa..."), que conté la famosa frase "(...) for whom the bells toll..." ("(...) Per qui toquen les campanes..."), en què unes campanades a mort són motiu de reflexió sobre la vida, per acabar afirmant que, com que ens recorden que tots hem de morir, les campanes toquen per a tothom. Hemingway agafà aquesta metàfora i la feu famosa als països no anglòfons posant-la de títol a la seva novel·la sobre la Guerra Civil Espanyola.

## Biografia
John Donne va néixer el 1572 i es va criar en una família catòlica. El seu pare, un ferrer que es deia John, va morir l'any 1576, deixant els seus tres fills i la seva dona, Elizabeth. Era filla de l'escriptor i poeta John Heywood i d'Elizabeth Rastell, besneboda de Sir Thomas More. El 1593 Henry, el germà petit de John, va morir de febre a la presó, on havia estat tancat per acollir il·legalment un sacerdot. El seu oncle, Jasper Heywood (1535–1598), un sacerdot jesuïta, va ser condemnat a l'exili sota pena de mort. Durant el regnat d'Elisabet I d'Anglaterra, la persecució generalitzada dels catòlics, tant física com financera, era efectivament habitual.
Amb ambicions de carrera al servei de l'estat, va començar a estudiar dret a Thavies Inn el 1591 i es va formar a la Universitat d'Oxford (a Hart Hall, que després es convertiria en Hertford College) i a la Universitat de Cambridge, però no va poder graduar-se a causa dels seus estudis de religió catòlica. A la dècada de 1590, abans o poc després de la mort del seu germà, John Donne es va convertir a l'anglicanisme.
També va tenir ocasió de viatjar pel continent, i el 1596–1597 va acompanyar el comte d'Essex en una expedició a Cadis i les Açores.
El 1598 va esdevenir secretari del Lord canceller Thomas Egerton (Lord Ellesmere). Encara que era molt estimat pel seu protector, aquest el va acomiadar l'any 1601] per casar-se en secret amb la seva neboda, Ann More, matrimoni al qual la família del senyor s'oposava.
Destituït, empresonat durant un temps, Donne va compartir aleshores amb la seva dona, que li va donar dotze fills, catorze anys difícils durant els quals les obres de la circumstància es van succeir en va per guanyar-se el favor de personatges influents.
Ordenat sacerdot l’any 1615, esdevingué predicador a Lincoln's Inn (1616–1621), càrrec que abandonà després de ser nomenat degà de la Catedral de Saint Paul (1621). Donne va adquirir, gràcies als seus Sermons, dels quals s'han recollit 160, una gran reputació. El 1617, la mort de la seva dona augmentarà la seva obsessió per la mort però també el seu fervor religiós. Va morir el febrer de 1631 després de pronunciar el seu darrer sermó a Carles I, "el duel de la mort".

## La seva obra
John Donne va ser un dels predicadors més estimats del seu temps, però també va ser un dels més grans poetes no dramàtics. Va compondre principalment poemes d'amor i sonets d'inspiració religiosa. Els seus Holy Sonnets publicats el 1635 van ser musicats per a veu solista i piano per la compositora nord-americana Louise Talma el 1951–1955.
La major part de l'obra poètica de Donne (Satires, 1595–1598 – la Litania, 1609 – Elías, Cantos i Timbres, 1611 – els Aniversaris, 1611–1612 – Nocturn, 1612 – les Lamentacions de Jeremies, 1631), suscita immediatament la sorpresa i l'admiració dels seus lectors per les seves innovacions formals i temàtiques. Metafísica per excel·lència, la poesia de Donne conrea un dels processos fonamentals de la poesia barroca, ho dissenya (que es pot traduir en “metàfora” o “figura de retòrica”), la presència sistemàtica de la qual al final del poema desestabilitza al lector i li convida a tornar a recrear la forma del poema en la seva veritable forma. El disseny – testificat a Anglaterra en el segle xiv en el sentit de «disseny, concepte, idea, pensament», després, a partir de 1530, en el sentit de l'italià concetto, primer “concepte” o “pensament enginyós”, després “paraula d'esperit” i “figura de retòrica” – acostant dos ordres de la realitat, matèria i esperit, humà i diví, visible i invisible, projecta el món concret.
Samuel Johnson, el 1744, a The Lives of the Poets, agrupava poetes metafísics anglesos com George Herbert, Andrew Marvell, Thomas Traherne, Richard Crashaw o Henry Vaughan sota el nom d'«Escola Donna», tant la personalitat, la diversitat i l'extensió de l'obra de qui esdevingué degà de la catedral de Saint-Paul.
Anant en contra d'una tradició que havia acabat fent l'amor eteri, celebra l'amor carnal dient les coses sense embuts, però sense excloure mai la dimensió espiritual de la unió dels enamorats. Apreciat per Alexander Pope (1688–1744), admirat per Samuel Taylor Coleridge (1772–1834), Donne va ser «redescobert» el segle xx, sobretot per Ezra Pound i William Butler Yeats. L'exemplaritat de l'obra poètica de John Donne, en particular sobre l'estreta relació entre el fet religiós i el fet profà, el cos i l'ànima que habiten aquests versos complexos i directes, d'una intel·ligència enlluernadora, va marcar el poeta, i dramaturg. El crític modernista angloamericà TS Eliot (Premi Nobel de Literatura el 1948), que va posar al dia els poetes metafísics anglesos del segle xvii. Viu en aquesta poesia erudita i brillant un moment en què la "dissociació de la sensibilitat que havia de ser la línia divisòria de la modernitat, encara no s'havia produït". «Un pensament, per a Donne, és una experiència», va dir Eliot.

Un dels textos principals de John Donne, "Cap home és una illa sencera"
| « | No man is an Iland, intire of it selfe; every man is a peece of the Continent, a part of the maine; if a Clod bee washed away by the Sea, Europe is the lesse, as well as if a Promontorie were, as well as if a Mannor of thy friends or of thine owne were; any mans death diminishes me, because I am involved in Mankinde; And therefore never send to know for whom the bell tolls; It tolls for thee. | » |

 va inspirar el títol de la novel·la de Hemingway Per qui toquen les campanes, i també d'altres artistes extremadament diversos com Metallica (For whom the bell tolls), Steven Wilson (el seu grup No-Man) o el de la pel·lícula de Dominique. Marchais Cap home és una illa

## Llista d'obres

### Poesia
- Poems (1633)

- Holy Sonnets (1635)

- Poems on Several Occasions (1719)

- Love Poems (1905)

- John Donne: Divine Poems, Sermons, Devotions and Prayers (1990)

- The Complete English Poems (1991)

- John Donne's Poetry (1991)

- John Donne: The Major Works (2000)

- The Complete Poetry and Selected Prose of John Donne (2001)

### Prosa
- Biathanatos (1608, publ. pòstuma 1647)

- Pseudo-Martyr (1610)

- Ignatius His Conclave (1611)

- Gunpowder Plot Sermon (1622)

- Devotions upon Emergent Occasions, and severall steps in my Sicknes (1624)

- Six Sermons (1634)

- Fifty Sermons (1649)

- Paradoxes, Problemes, Essayes, Characters (1652)

- Essayes in Divinity (1651)

- Sermons Never Before Published (1661)

## Llegat

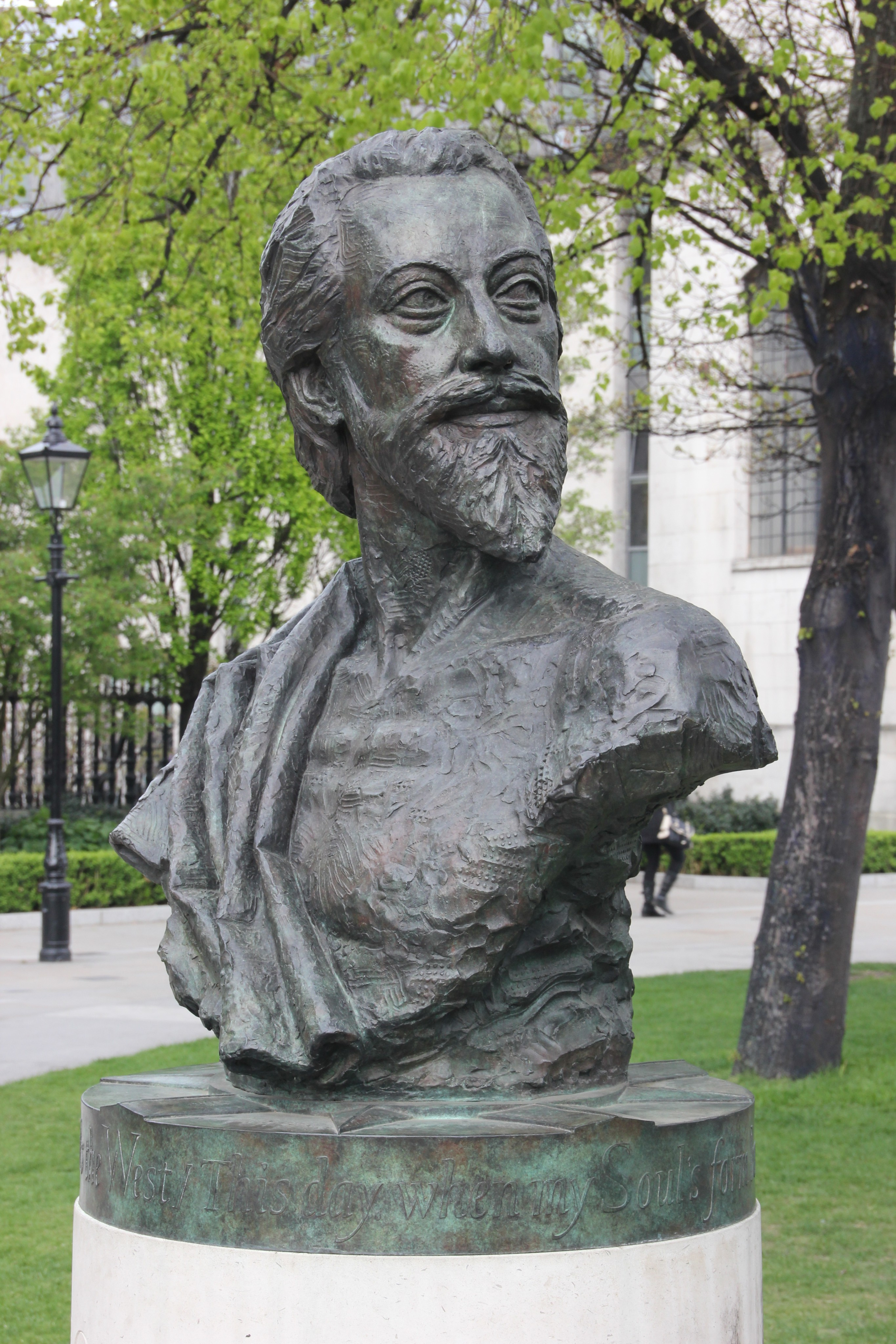
Memorial John Donne de Nigel Boonham, 2012, cementiri de la catedral de Sant Pau

Donne és recordat al Calendari dels Sants de l'Església d'Anglaterra, al calendari litúrgic de l'Església Episcopal i al Calendari dels Sants de l’Església Evangèlica Luterana a Amèrica per la seva vida com a poeta i sacerdot. La seva commemoració és el 31 de març.
Durant la seva vida es van fer diverses semblances del poeta. El primer va ser el retrat anònim de 1594 que es troba actualment a la National Portrait Gallery de Londres, que va ser restaurat l'any 2012. Un dels primers retrats isabelins on el poeta vestit de moda es mostra foscament reflexionant sobre el seu amor. El retrat va ser descrit en el testament de Donne com «aquella foto de la meva wych feta a les ombres», i va ser llegat per ell a Robert Kerr, primer comte d'Ancram. Altres pintures inclouen un cap i espatlles de 1616 d’Isaac Oliver, també a la National Portrait Gallery, i un cap i espatlles de 1622 al Victoria and Albert Museum. El 1911, el jove Stanley Spencer va dedicar un quadre visionari a «John Donne arribant al cel» (1911) que ara es troba al Museu Fitzwilliam.
L'acollida de Donne fins al segle xx va estar influenciada per la publicació dels seus escrits al segle XVII. Com que Donne va evitar publicar durant la seva vida, la majoria de les seves obres van ser portades a la premsa per altres en les dècades posteriors a la seva mort. Aquestes publicacions presenten el que Erin McCarthy anomena una «narrativa teleològica del creixement de Donne» des del jove Jack Donne fins al reverend diví Dr. Donne. Per exemple, mentre que la primera edició de Poemes, de JD (1633) barrejava indistintament vers amorós i pietós, totes les edicions posteriors a 1635 van separar els poemes en "Cançons i sonets" i "Poemes divins". Aquesta organització «va difondre la història de la transformació de Jack Donne en Doctor Donne i la va convertir en la forma dominant d'entendre la vida i l'obra de Donne»
Un esforç similar per justificar els primers escrits de Donne va aparèixer a la publicació de la seva prosa. Això es pot veure en un volum de 1652 que combina textos de tota la carrera de Donne, incloses obres feixugues com Ignatius His Conclave i escrits més pietosos com Essays in Divinity. Al prefaci, el fill de Donne «unifica els textos d'una altra manera dispars al voltant d'una impressió de la divinitat de Donne» comparant la variada escriptura del seu pare amb els miracles de Jesús. Crist «va començar el seu primer miracle aquí, convertint l'aigua en vi, i va fer l'últim en ascendir de la terra al cel».
Donne va escriure primer «coses que condueixen a l'alegria i l'entreteniment de la humanitat», i més tard «va canviar la seva conversa d' Homes a Àngels». Una altra figura que va contribuir al llegat de Donne com a predicador va ser el primer biògraf de Donne, Izaac Walton. La biografia de Walton va separar la vida de Donne en dues etapes, comparant la vida de Donne amb la transformació de Pau de Tars. Walton escriu, «on [Donne] havia estat un Saul... en la seva joventut irregular», es va convertir en «un Pau i va predicar la salvació als seus germans».
La idea que els escrits de Donne reflecteixen dues etapes diferents de la seva vida segueix sent comuna; tanmateix, molts estudiosos han desafiat aquesta comprensió. El 1948, Evelyn Simpson va escriure, «un estudi detallat de les seves obres... deixa clar que el seu no era un cas de doble personalitat. No era un Jekyll-Hyde amb vestit jacobeu... Hi ha una unitat essencial subjacent a les contradiccions flagrants i múltiples del seu temperament».

### En literatura
Després de la mort de Donne, se li van fer una sèrie d'homenatges poètics, dels quals un dels principals (i més difícils de seguir) va ser el seu amic Lord Herbert de Cherbury amb Elegy for Doctor Donne. Les edicions pòstumes dels poemes de Donne van anar acompanyades de diverses "Elegies sobre l'autor" al llarg dels dos segles següents. Sis d'aquestes van ser escrites per companys d'església, d'altres per escriptors cortesans com Thomas Carew, Sidney Godolphin i Endymion Porter. El 1963 va sorgir "La gran elegia per a John Donne" de Joseph Brodsky.
A partir del segle xx, van aparèixer diverses novel·les històriques prenent com a tema diversos episodis de la vida de Donne. El seu festeig amb Anne More és el tema de Take Heed of Loving Me: A novel about John Donne (1963) d’Elizabeth Gray Vining i The Lady and the Poet (2010) de Maeve Haran. Tots dos personatges també fan aparicions intercalades a Conceit (2007) de Mary Novik, on el focus principal és la seva filla rebel Pegge. Els tractaments anglesos inclouen Death's Duel de Garry O'Connor : una novel·la de John Donne (2015), que tracta sobre el poeta de jove.
També té un paper important a The Noble Assassin (2012), de Christie Dickason, una novel·la basada en la vida del mecenes de Donne i (l'autor afirma) la seva amant, Lucy Russell, comtessa de Bedford. Finalment hi ha Love's Alchemy: a John Donne Mystery (2015), de Bryan Crockett, en què el poeta, al servei de la xarxa d'espies de Robert Cecil, intenta evitar el desastre polític i alhora burlar a Cecil.

### Configuracions musicals
Hi va haver adaptacions musicals de les lletres de Donne durant la seva vida i al segle següent a la seva mort. Hi trobem el d'Alfons Ferrabosco el jove ("Així, doncs, deixa de banda aquest darrer petó lamentable" en els seus Ayres de 1609); John Cooper ("El missatge"); Henry Lawes ' ("Break of Day"); John Dowland ("Break of Day" i "To ask for all thy love"); i escenaris de "A Hymn to God the Father" de John Hilton el jove i Pelham Humfrey (publicat el 1688).
Després del segle xvii, no n'hi va haver més fins a principis del segle XX amb Havergal Brian ("Nocturn el dia de Santa Llúcia", estrenat el 1905), Eleanor Everest Freer ("Break of Day, publicat el 1905) i Walford Davies ("La creu", 1909) entre els primers. El 1916–18, el compositor Hubert Parry va posar en música el "Holy Sonnet 7" de Donne ("Als racons imaginats de la terra rodona") a la seva obra coral, Songs of Farewell. Regina Hansen Willman (1914-1965) va muntar el "First Holy Sonnet" de Donne per a trio de veu i corda. El 1945, Benjamin Britten va establir nou dels Holy Sonnets de Donne en el seu cicle de cançons per a veu i piano The Holy Sonnets of John Donne. el 1968, Williametta Spencer va utilitzar el text de Donne per a la seva obra coral "At the Round Earth's Imagined Corners". També hi ha l'ambientació coral de "Negative Love" que obre Harmonium (1981), així com la configuració d'ària de "Holy Sonnet XIV" al final del 1r acte de Doctor Atomic, ambdues de John Adams.
També hi ha hagut adaptacions en la música popular. Una és la versió de la cançó "Go and Catch a Falling Star" de l'àlbum debut de John Renbourn, John Renbourn (1966), en la qual l'última línia s'altera a "Fals, antes de comptar un, dos, tres". Al seu àlbum de 1992 Duality, la banda anglesa d'onades fosques neoclàssiques In the Nursery va utilitzar una recitació de la totalitat de "A Valediction: Forbidding Mourning" de Donne per a la cançó "Mecciano". i una versió augmentada de "A Fever" per a la pista "Corruption". També s'han musicat textos en prosa de Donne. L'any 1954, Priaulx Rainier en va posar alguns en el seu Cicle per a la declamació per a veu solista. L'any 2009, la nord-americana Jennifer Higdon va compondre la peça coral On the Death of the Righteous, basada en els sermons de Donne. Encara més recent és "I Fear No More, cançons i meditacions seleccionades de John Donne" (2015) del minimalista rus Anton Batagov.
El cantautor Van Morrison es refereix al poeta a la seva cançó "Rave On, John Donne" del seu àlbum de 1983 Inarticulate Speech of the Heart.